# PlayQ
PlayQ(플레이큐)는 박스트리(이하 제작사)에서 만든 보물찾기형 대체 현실 게임(ARG) 플랫폼이다.

## 특징
PlayQ(플레이큐)는 제작사와 계약된 관광지, 마을협동조합(마을기업), 호텔/리조트, 문화재 구역, 세계자연유산, 유/무인도 등의 세워진 빌리지(실내 및 야외 현실 공간)에서 다양한 체험형 미션 및 보물찾기 게임이 진행이다. 세계관과 연결된 빌리지 스토리, 미션 및 퀘스트로 구성되어 있고, 플레이어는 미션 수행을 통한 보물(빌리지 보석)을 획득하게 된다.

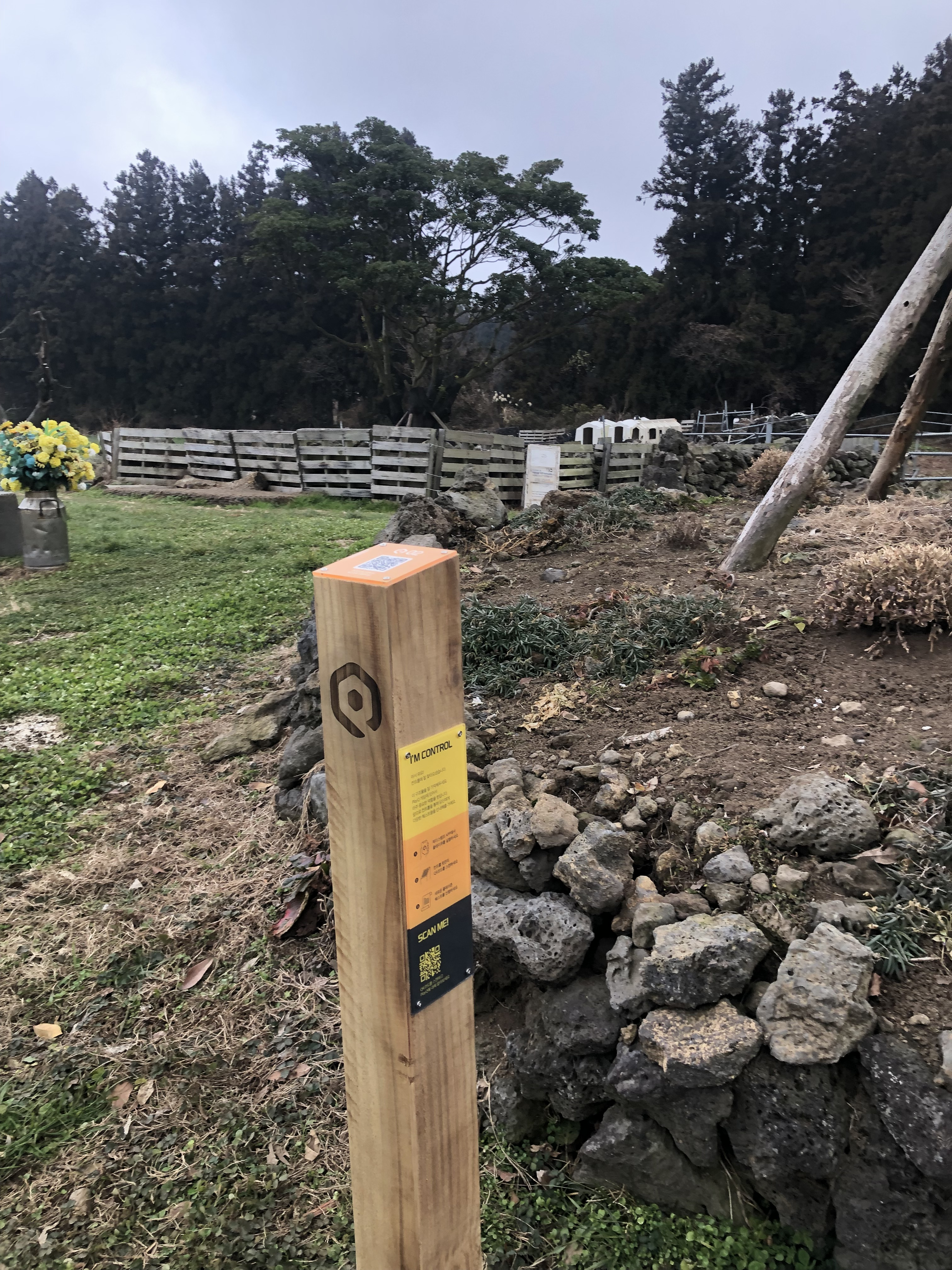
Village에 설치된 PlayQ Control

빌리지에서 제공되는 스타트하우스(관광지내 카페)에서 출발하여, 게임이 진행되는 플레이존으로 이동하게되고, 플레이존에 설치된 콘트롤을 태깅하면 게임이 시작된다. 플레이존의 콘트롤의 위치는 what3words의 주소체계를 사용한다.
퀘스트의 수행방법에 증강현실(AR), 전화미션, 챗봇, 디스코드, 센서, 디지털 스탬프 등의 비대면 실감 인증 기술을 접목하여 높은 몰입감의 스토리가 연결된다. 특히, 플레이어게 추가 퀘스트나 문제해결 단서를 제공해주는 NPC(Non-Player Character)는 빌리지의 스토리와 연결되는 복장, 상징 등을 착용하고 있는 사람을 찾아 주어진 미션이나 암호를 주고 받으며 문제를 해결하여 몰입감이 더 해준다. 
빌리지에 설치된 3~5개의 플레이존을 클리어하여 빌리지 카드를 획득하게 된다. 퀘스트를 해결하는 과정에서 오답, 힌트, 패스 등의 기능 등의 도움을 받을 수 있으나 게임 소요시간 기록에 패널티가 생길 수 있다. 빠른 시간내에 플레이존의 모든 퀘스트와 모든 플레이존을 클리어하면 리더보드의 상단에 이름을 올릴 수 있다. 빌리지의 상위 플레이어는 시즌별 시상과 정해진 시간에 빌리지에 모여 최종 우승자를 선발하기도 한다.

## 세계관
서남아시아 고원의 작은 동굴에서 파피루스가 발견되었다. 파피루스에는 고대 문자로 아래와 같은 내용이 발견되었다. 
כוחות הרשע של השבטים הגדולים הרגו את ראשי שנים עשר השבטים
"שנים עשר אבני חן שבטיות" נגנבות
התכשיט הוחבא באי הלא ידוע "קוואלפרט"
אז נשבר השלום והשבטים התפזרו

파피루스의 내용은 “대부족 악의 세력 “다쉬족”이 열두 부족의 우두머리들을 죽였다. “열두 부족 보물”을 훔쳐 갔고, 보석은 미지의 섬 “퀠파트”에 숨겨졌다.”
퀠파트에 보물을 숨긴 다쉬족 밀사들은 모두 죽임을 당하여, 그 이야기는 세상에 숨겨져 있었다. 발견된 파피루스의 내용을 통해 구전(oral tradition)으로 내려오던 그들의 조상의 이야기가 세상에 알려졌다.
구전 전승에 의하면 조상들은 그들의 신 “엘로”와 평화로운 세상을 이루면 살고 있었고, 시즌마다 제사를 올리며 신과의 소통을 통하여 행복하게 살고 있었다. 열두 부족에서 이탈한 북방세력인 다쉬족(그들은 대부족이라 부름)은 열두 부족장들이 모두 모였을 때, 그들의 심장을 가져갔다. 그들 흉패에 있던 보석과 함께... 그 보석들은 다시 모두 합치지 못하게, 미지의 섬 “퀠파트(קוולפרט)”라는 미지의 섬에 숨겨졌다. 퀠파트는 지구의 심장 움틀거리는 곳이였다. 높은 산에서 용암동굴은 바다까지 연결되어있었다. 
다쉬족에서 열두 보석을 숨기기 위해 보내진 이들은 “르베일(נבל)”이라 불렀다. 그들은 어렸을 때부터 선별되어 다쉬족 우두머리에 곁에서 자랐다. 그런데, 보석을 숨기고 돌아온 후 르베일들은 모두는 주검으로 발견되었다. 그 누구도 퀠파트에 열두 부족의 보물이 숨겨진 것을 알 수 없게 말이다. 발견된 파피루스, 구전으로 내려오던 이야기, Quelpart, 그리고 열두 보석들... 
"당신의 지혜가 필요하다." 
당신과 함께할 원정대원들과 퀠파트에 숨겨진 열두 보석을 찾아 평화를 회복해야 한다. 

### 퀠파트
파피루스에서 발견된 퀠파트(קוולפרט)는 미지의 섬으로 불리었다. 
신항로 개척 즉 대항해시대로 불리던 그때 유럽에서 출발한 배들이 미지의 섬을 지날 때 불리었던, 섬이 퀠파트(Quelpart)이다. 우리가 잘 알고 있는 1655년 조선에 표류한 하멜의 표류기에서도 Quelpart라는 이름이 나온다. 대한민국의 남쪽에 위치한 가장 큰섬인 제주도를 그들은 퀠파트라고 불렀다. 또는 퀠파르트라고 부르기도 했다.

## 대체현실게임 종합판
플레큐는 다양한 보물찾기 게임을 그 모티브로 하고 있으며, 기획단계부터 이들의 특장점들을 모아 제작되었기 때문에 대체현실게임의 종합판이라고 부르는 것이 그 이유이다.
모티브로 작용한 게임은 미국의 Geocaching, 스위스/독일의 Foxtrail, 유럽에서 만들어진 스포츠인 Orienteering 그리고 야외방탈출의 원조라고 할수 있는 일본 SCRAP사의 매트로 더 언드그라운드(2014년부터 시작) 등이 게임제작에 큰 영향을 끼쳤다. 각 게임의 내용은 아래와 같다.
- 지오캐싱(Geocaching)
- 폭스 트레일(Foxtrail)
- 오리엔티어링(Orienteering)
- 일본스트랩사(SCRAP) 실/내외방탈출

플레이큐는 이들의 게임 특장점외에 다양한 인터랙션 기술들을 결합하되, 가능한 오프라인의 단서가 되는 Gadget과의 연결에 많은 중점을 두고 있다. 
플레이큐의 주요 키워드로는 계약형 빌리지, 세계관, 퀠파트, 리얼타임 랭킹, 강력한 리워드, 빌리지 NPC, 은닉 및 추적형 보물찾기 등이다.